# Westerwald-Steig

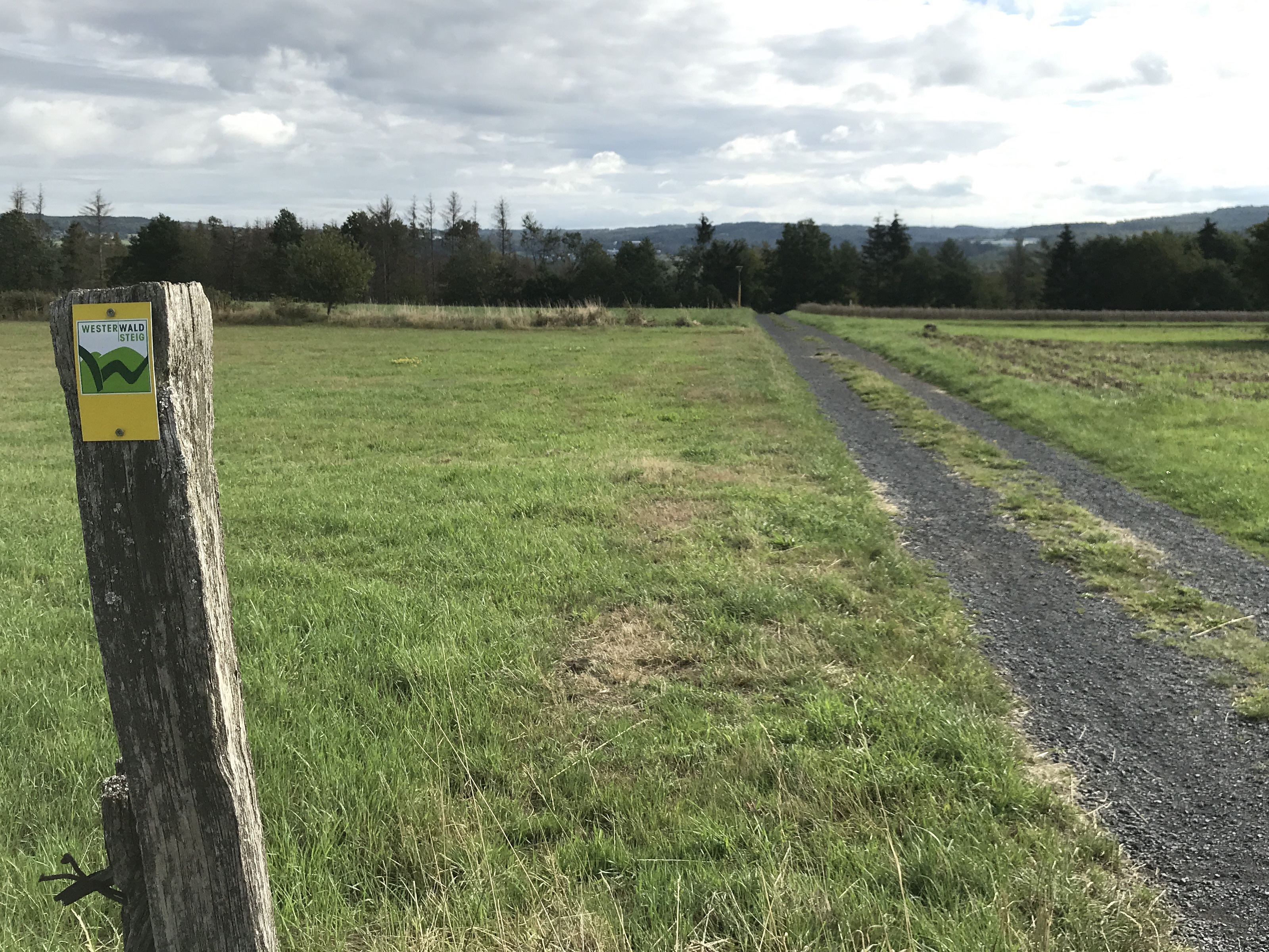
Zuweg-Kennzeichnung unterscheidbar an der gelben Umrandung (hier vom Bahnhof Hattert zum Wanderwegabschnitt über Kloster Marienstatt).

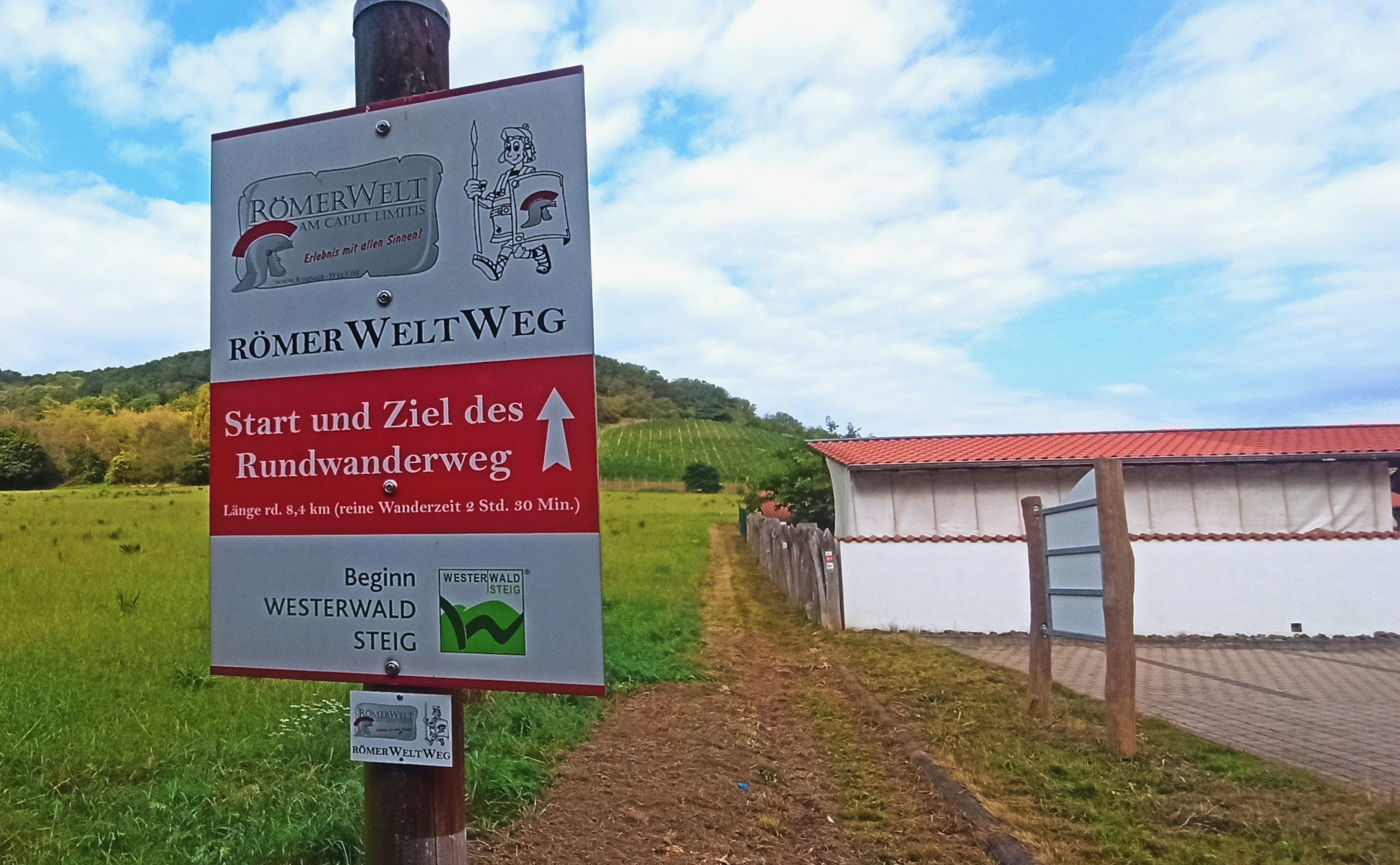
Beginn des Westerwaldsteigs im Rheintal in unmittelbarer Nähe des Museums "Römerwelt" zwischen Rheinbrohl und Bad Hönningen

Der Westerwald-Steig ist ein 235 Kilometer langer Fernwanderweg durch den Westerwald in Deutschland.
Er wurde am 24. Mai 2008 durch den rheinland-pfälzischen Wirtschaftsminister Hendrik Hering eröffnet. Sein Logo und Wegzeichen ist ein stilisiertes grünes W, zwei ineinander mündende Flüsse vor grünen Bergen versinnbildlichend. Seit dem 31. August 2018 ist der Westerwald-Steig zertifiziert als Langer Qualitätsweg.

## Verlauf
Der Steig verbindet den Rothaar- mit dem Rheinsteig und führt von Herborn an der Dill nach Rheinbrohl am Rhein nahe Bad Hönningen. Nach dem Start in Hessen geht es hinauf in den Hohen Westerwald in Rheinland-Pfalz zur Fuchskaute, mit 657,3 m ü. NHN der höchsten Erhebung im Westerwald. Weiter über Westerburg zur Westerwälder Seenplatte, dann über Bad Marienberg und Hachenburg durchs Nistertal in die Kroppacher Schweiz und zum Schluss ins Wiedtal und über die Rheinhöhen an den Rhein.
Insgesamt werden auf dem Weg rund 2.800 m Steigung und 2.900 m Gefälle bewältigt. Lediglich rund 20 % der Strecke sind asphaltiert, der Rest führt über Feld-, Wiesen- und Waldwege.

## Sehenswürdigkeiten
Besondere Sehenswürdigkeiten am Westerwald-Steig sind die Hohe Schule in Herborn, der Karstlehrpfad und das Herbstlabyrinth in Erdbach, die Holzbachschlucht bei Gemünden, die Westerwälder Seenplatte, der Kurpark in Bad Marienberg, der alte Markt in Hachenburg, das Kloster Marienstatt, die Kroppacher Schweiz, das Kloster Ehrenstein und das Erlebnismuseum RömerWelt in der Gemeinde Rheinbrohl am Obergermanischen Limes.
Das ehemalige Franziskanerkloster Marienthal liegt am Westerwaldsteig, von dort aus beginnt der Marienwanderweg, welcher die Abtei Marienstatt mit dem ehemaligen Kloster Marienthal in Seelbach bei Hamm an der Sieg verbindet.

## Etappen
Ein Wandervorschlag für den Westerwald-Steig sieht folgende 16 Etappen vor.
1. Herborn bis Breitscheid (15 km mit Steigungen, etwa 5 bis 6 Stunden)
 Herborns Altstadt ist für ihre gut erhaltenen mittelalterlichen Bauten berühmt. In Uckersdorf liegt ein Tierpark an der Strecke. Geologische und archäologische Funde, insbesondere Fossilien, können im geologischen Museum Zeitsprünge in Erdbach besichtigt werden. Die Gemeinde Breitscheid hat dazu einen Karstlehrpfad eingerichtet. Die Tropfsteinhöhle Herbstlabyrinth liegt an dieser Etappe.
2. Breitscheid bis zur Fuchskaute (12 km, etwa 4 Stunden)
 Die Etappe durch den Hohen Westerwald führt über den 614 m ü. NHN hohen Bartenstein (Barstein) zum Heisterberger Weiher und zum höchsten Berg des Westerwaldes, der Fuchskaute. Der Berg erhebt sich mit 657,3 m ü. NHN über eine weite Basalthochfläche, die als Grünland genutzt wird.
3. Fuchskaute bis Rennerod (13 km, 3 bis 4 Stunden)
 Der Steig führt an Homberg vorbei über das Fachwerkdorf Rehe und das Naturschutzgebiet Krombachtalsperre nach Rennerod.
4. Rennerod bis Westerburg (17 km, 4 Stunden)
 Das zu durchwandernde Naturschutzgebiet Holzbachdurchbruch bei Seck ist eines der ältesten im Westerwald (seit 1929).
5. Westerburg bis Freilingen (20,5 km, ca. 6 Stunden)
 Der Wanderweg führt durch die Hügellandschaft mit tertiären Ablagerungen über Rothenbach nach Freilingen zur Westerwälder Seenplatte um den Dreifelder Weiher.
6. Von Freilingen zum Nistertal (13,5 km, 3,5 Stunden)
 Am See entlang geht es nach Dreifelden mit der ältesten aus Steinen erbauten Kirche des Westerwaldes. Bei Linden wird die Quelle der Wied passiert. Lochum wird weiträumig in der Quellmulde des Lochumer Baches umgangen und man erreicht über den Ortsrand von Enspel den Ort Nistertal. Zwischen Nistertal, Enspel und Stockum-Püschen liegt der Tertiär- und Industrie-Erlebnispark Stöffel mit einer 100 Jahre alten Schmiede.
7. Nistertal bis Bad Marienberg (7 km, 2,5 Stunden)
 Von Nistertal geht es an Hardt vorbei über Langenbach zum Kurort Bad Marienberg. Hier gibt es einen Barfußpfad als Wandererlebnis der besonderen Art, einen Apothekergarten, einen Wildpark mit Falknerei und Informationen zum lokalen Basaltabbau.
8. Bad Marienberg bis Hachenburg (15,5 km, 4,5 Stunden)
 Man erreicht über Stangenrod und den linken Hang des Wäschbaches die Stadt Hachenburg mit Schloss, Marktplatz, Jagdmuseum und Freilichtmuseum.
9. Hachenburg bis Limbach (11,5 km, 3,5 Stunden)
 Auf Stufen geht es hinunter zum Holzbach, über die Nister am Ort Nister vorbei zur Nistermühle. Zwischen den Klöstern Marienstatt und Marienthal geht es auf dem Marienwanderweg bis Streithausen und von dort an der Kleinen Nister entlang nach Limbach.
10. Limbach bis Marienthal (20,5 km, 5 Stunden)
 Weiter geht es auf dem Marienwanderweg an der kleinen Nister entlang über Astert und Heuzert nach Heimborn zum Zusammenfluss von kleiner und großer Nister, dem so genannten „Deutschen Eck der Kroppacher Schweiz“. Dieses Naturschauspiel spiegelt sich auch im Logo des Westerwald-Steigs wider. Von Heimborn geht es über Ehrlich, Steinwingert (Naturpfad Weltende), Racksen durch den Staatsforst Altenkirchen zum Kloster Marienthal.
11. Marienthal bis Weyerbusch (16 km, 5 Stunden)
 Der Weg nach Weyerbusch führt über den 388 Meter hohen Beulskopf mit dem Raiffeisen-Turm mit Fernsicht bis ins Siebengebirge, ins Bergische Land und zu den Ausläufern des Rothaargebirges. In Weyerbusch hat Friedrich Wilhelm Raiffeisen als Bürgermeister gewirkt.
12. Weyerbusch bis Flammersfeld (14,5 km, 4 Stunden)
 Entlang der Gemarkung Ersfeld und dem Mehrbachtal; auch in Flammersfeld war Raiffeisen Amtsbürgermeister. Man kann in seinem Haus ein Museum besichtigen.
13. Flammersfeld bis Horhausen (15 km, 4 Stunden)
 Von Flammersfeld geht es an Seifen vorbei ins Grenzbachtal über Pleckhausen nach Horhausen.
14. Horhausen bis Strauscheid (18 km, 5,5 Stunden)
 Über Niedersteinebach geht es nach Peterslahr zum Naturpark Rhein-Westerwald in den Landkreis Neuwied nach Strauscheid, einem Ortsteil von Neustadt (Wied).
15. Strauscheid bis Waldbreitbach (15,5 km, 5 Stunden)
 Hier geht es südwärts über die Weißenfelser Lei und das 340 Meter hohe Roßbacher Häubchen über Roßbach nach Waldbreitbach, dem Krippendorf.
16. Waldbreitbach bis Bad Hönningen am Rhein (12 km, 4 Stunden)
 Zunächst erreicht man das Kloster der Franziskanerbrüder in Hausen und auf 373 Metern Höhe den früheren Basaltsteinbruch Malberg, dann über breite Waldwege den Limesweg, dem man nun auf römischen Spuren bis Rheinbrohl/Bad Hönningen folgt.

## Galerie

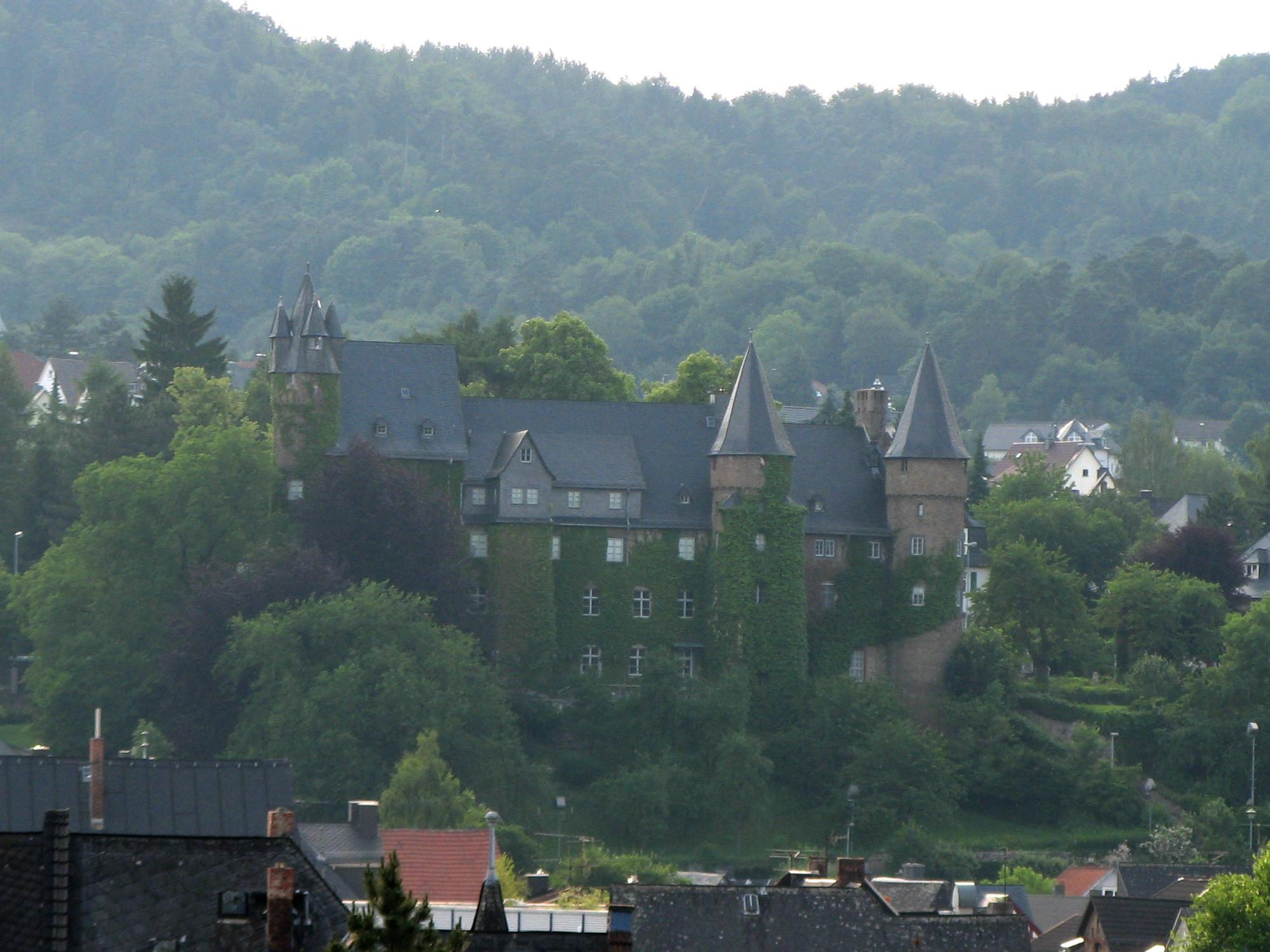
Schloss Herborn über der Dill
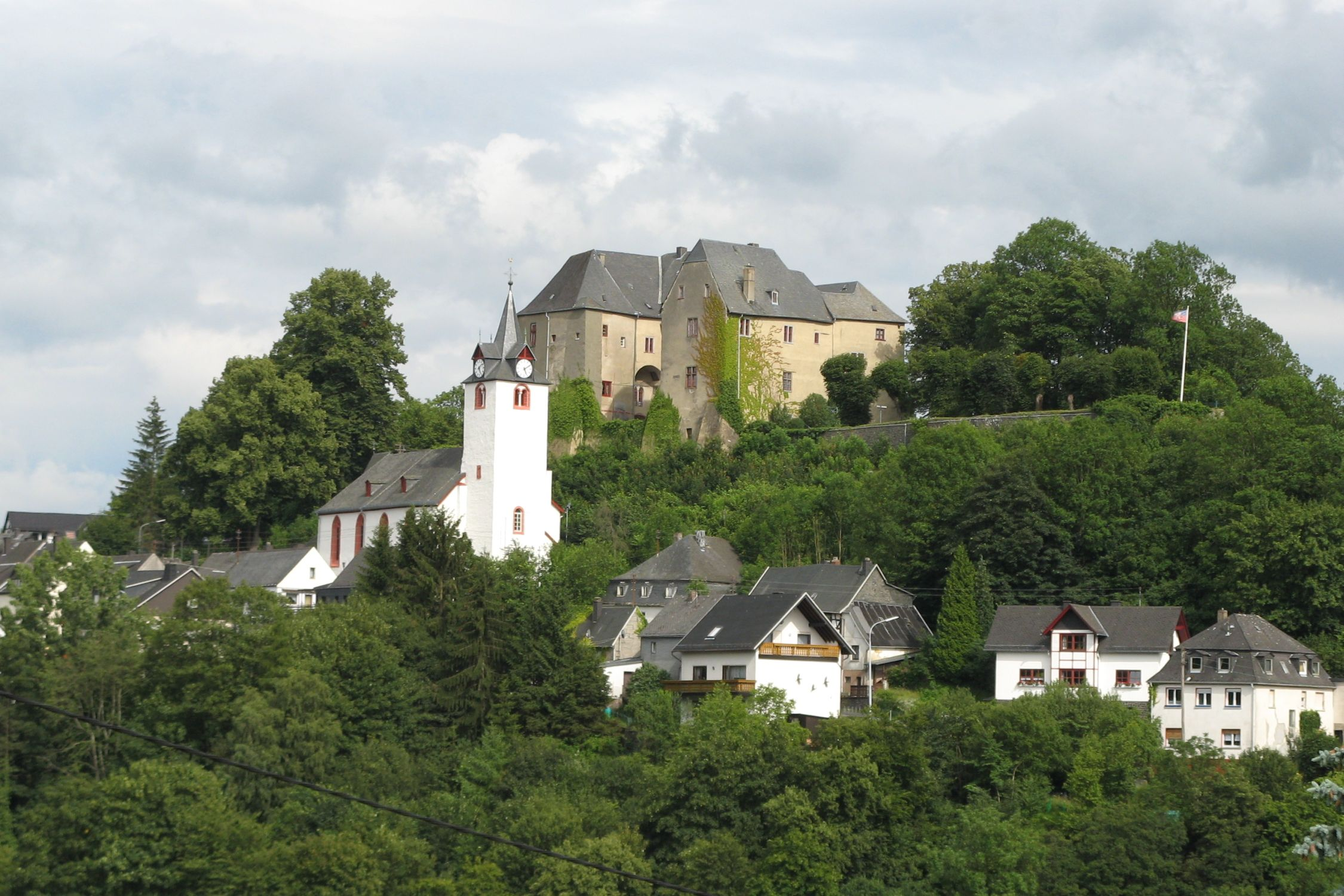
Schloss Westerburg und Schlosskirche
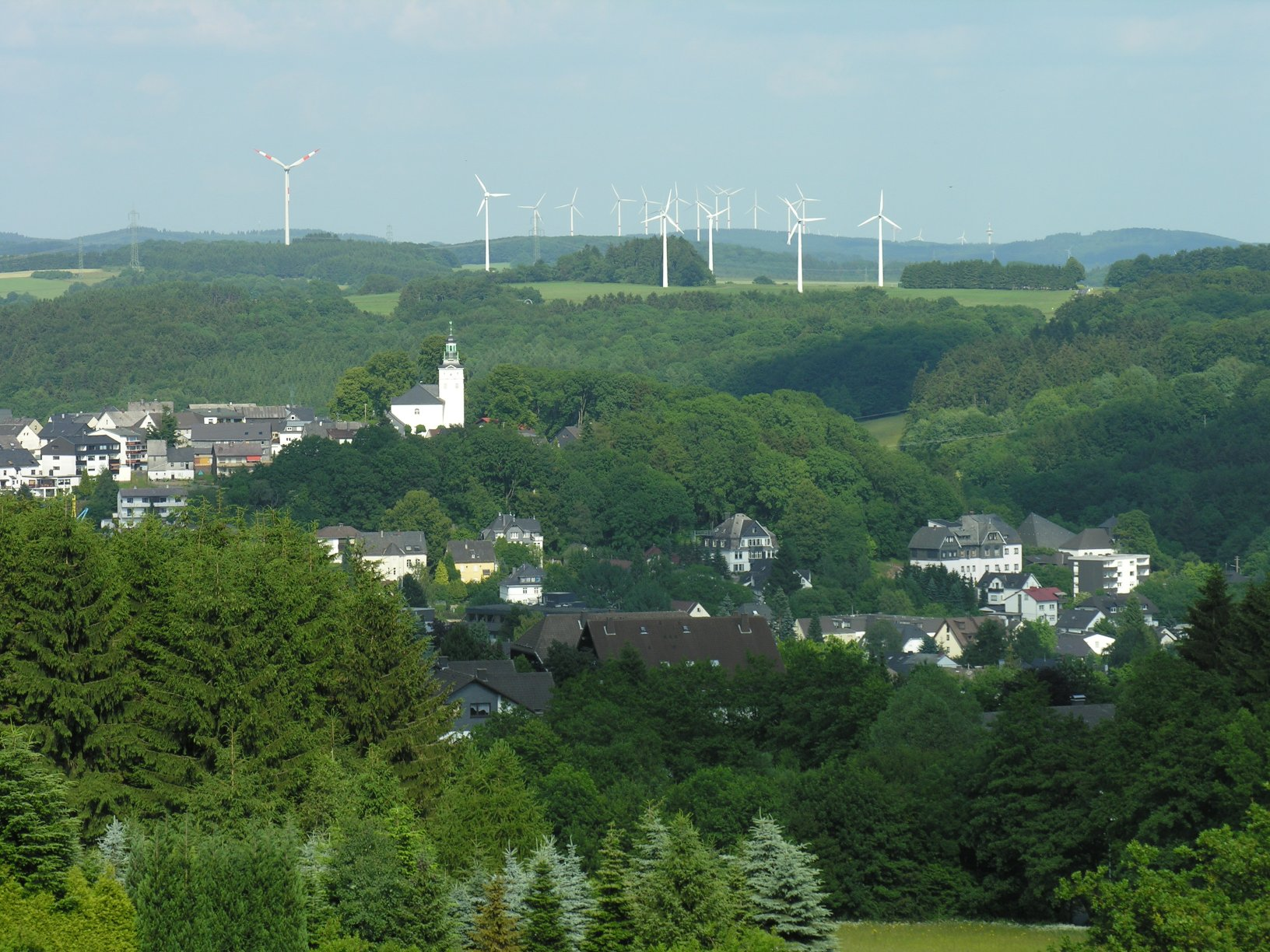
Bad Marienberg
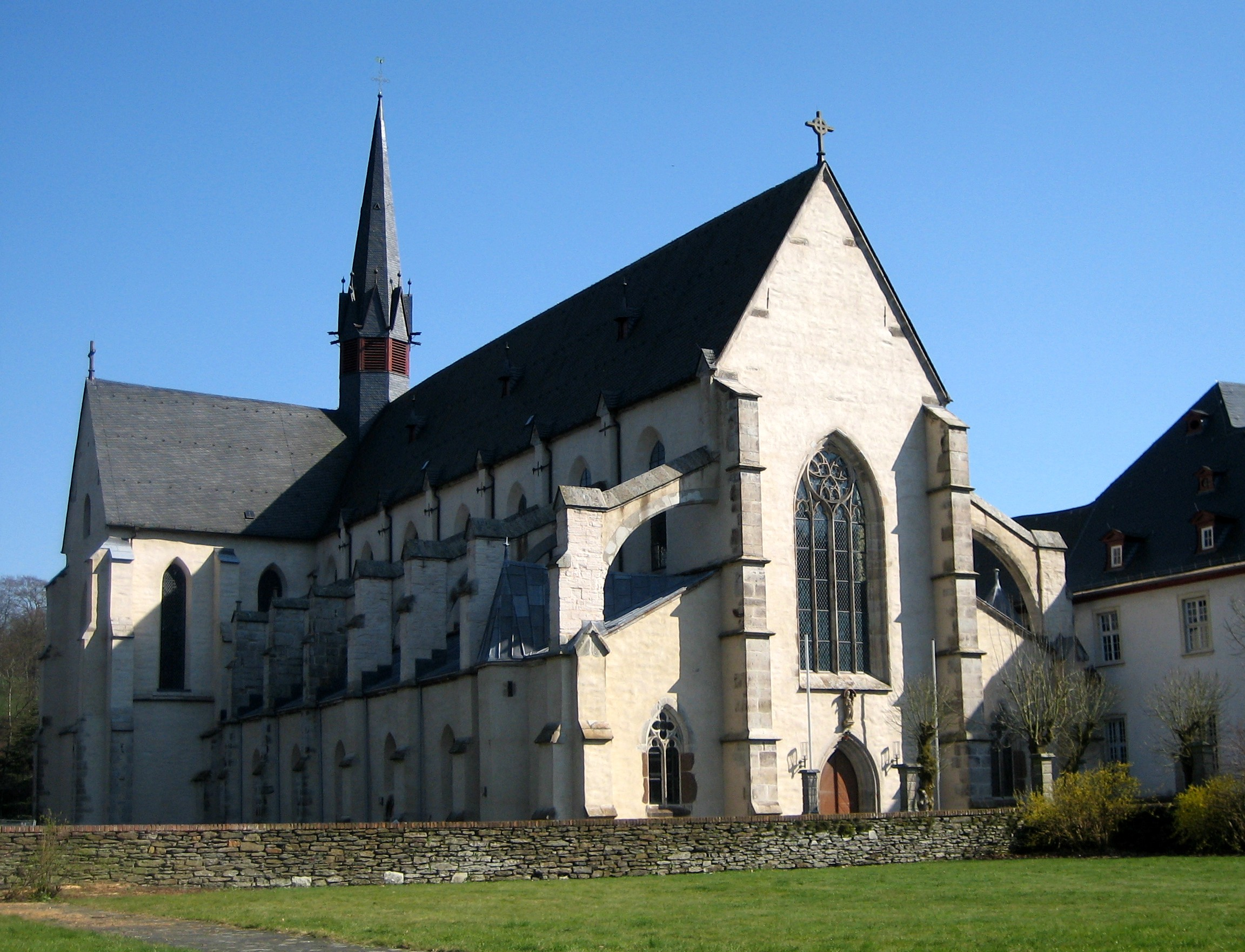
Abtei Marienstatt im Nistertal

## Filme
- Das W weist den Weg. Unterwegs auf dem Westerwaldsteig. Teil 1: Von Herborn nach Bad Marienberg. Reportage, Deutschland, 2008, 30 Min., Buch und Regie: Peter J. Klein, Produktion: SWR, Reihe: Fahr mal hin, Erstsendung: 17. Juni 2008, Film-Informationen vom SWR.

- Das W weist den Weg. Unterwegs auf dem Westerwaldsteig. Teil 2: Von Bad Marienberg zum Rhein. Reportage, Deutschland, 2008, 30 Min., Buch und Regie: Peter J. Klein, Produktion: SWR, Reihe: Fahr mal hin, Erstsendung: 24. Juni 2008, Film-Informationen vom SWR.